# 新界暗哲水蚤
新界暗哲水蚤（学名：Scottocalanus terranovae）为厚殼水蚤科暗哲水蚤屬下的一个种。